# Carlo Maratta
Carlo Maratta, talvolta menzionato anche come Carlo Maratti (Camerano, 15 maggio 1625 – Roma, 15 dicembre 1713), è stato un pittore e restauratore italiano.
Fu una figura centrale della pittura romana ed italiana della seconda metà del Seicento; durante la vita fu celebrato come il massimo pittore del suo tempo, improntando anche gran parte della produzione artistica del secolo successivo. Nel periodo neoclassico, la sua arte fu assai criticata e cadde nell'oblio; solo nel Novecento ne fu riscoperto il valore.
La pittura romana tra Seicento e Settecento era dominata dal contrasto tra classicismo e barocco; Maratta riuscì nel difficile compito di conciliare le due opposte tendenze, partendo dal classicismo di Raffaello e accogliendovi un barocco privo di eccessi retorici.

## Biografia

### I primi anni
Nacque il 15 maggio del 1625 nel borgo di San Germano di Camerano, allora uno dei castelli di Ancona. La sua famiglia, originaria della Dalmazia, come tante altre aveva attraversato l'Adriatico per sfuggire alla dominazione turca e si era stabilita in una terra da sempre aperta ai contatti con l'Oriente.
Fin dalla prima età fu preso dall'amore per il disegno e per la pittura; don Corinzio Benincampi, pievano di Massignano, castello situato nei pressi del suo borgo natale, notò la sua disposizione per le arti figurative e lo sollecitò a dipingere le prime opere, che realizzò in tenera età. Fu sempre il pievano ad interessarsi affinché il giovane Carlo potesse stabilirsi a Roma, nella bottega di Andrea Sacchi, uno dei maggiori artisti della Roma del tempo.

### La formazione romana

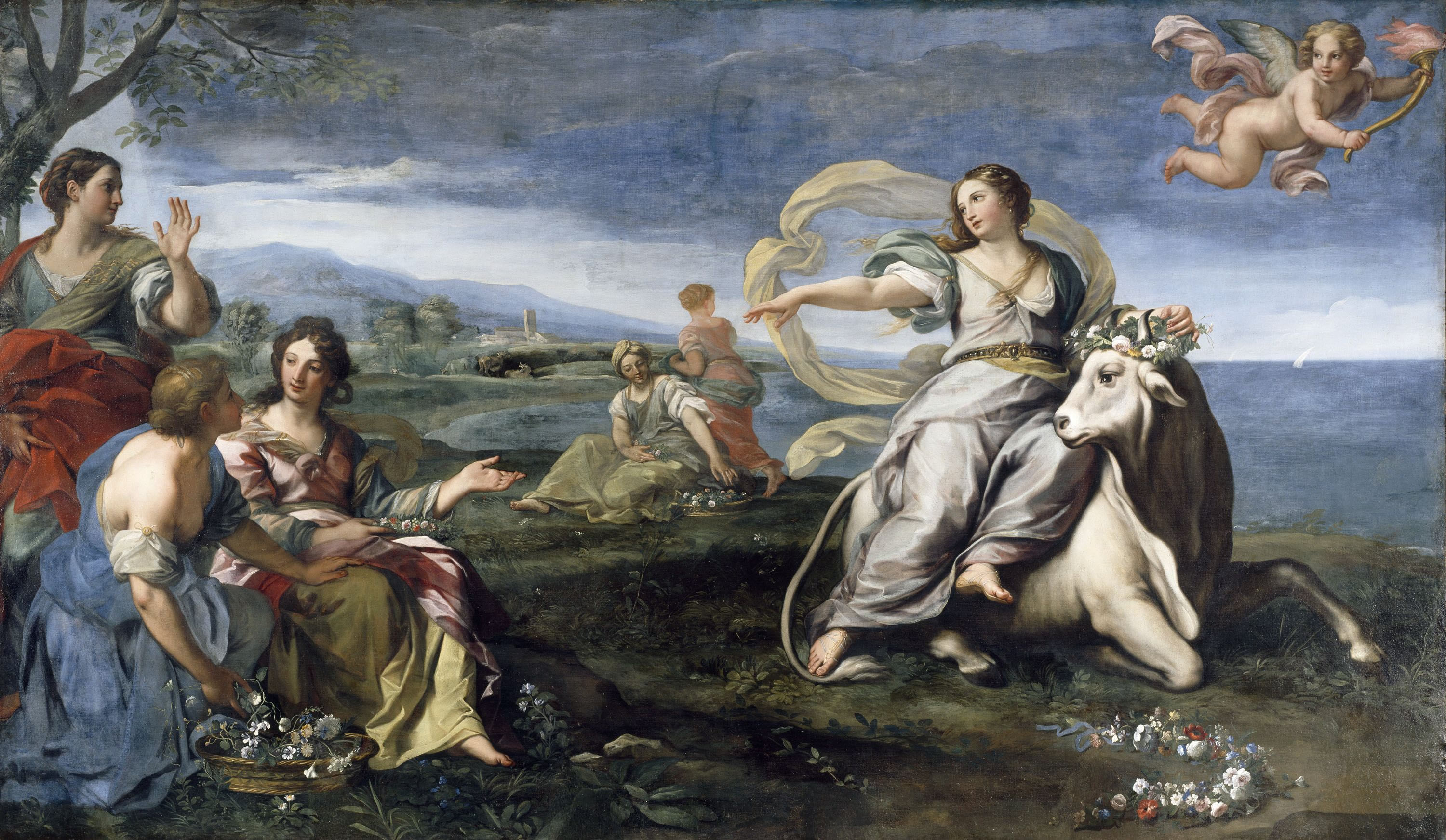
Ratto di Europa

A Roma la cultura pittorica era dominata dall'irruento affermarsi del barocco e dalla prima crisi del classicismo naturalistico di Annibale Carracci; vivo era il dibattito sulla "bellezza ideale", incarnata nei dipinti di Guido Reni e del Domenichino. Il Sassoferrato nel frattempo si contrapponeva all'esuberanza del barocco adottando composizioni più unitarie e semplici.
Nella bottega del Sacchi restò a lungo, dagli undici anni fino ai venticinque (1651); dal maestro fu introdotto alla pittura di rigorosa accademia sulle orme auliche di Raffaello. La sua cultura artistica si formò anche sugli esempi dei bolognesi, in particolare Giovanni Lanfranco e Guercino. Nei fatti fu il vero fondatore di quell'Accademia romana che in seguito impose un indirizzo classicheggiante alla cultura del secondo Settecento.
La produzione del Maratti anteriore al 1647 si pensava perduta, ma tra il 1970 e il 1990, grazie ad accurate ricerche gli furono attribuite alcune opere e dell'Assunta dipinta per la chiesa di Massignano fu trovata un'incisione che la riproduce. Tra i primi dipinti si possono così ora segnalare un affresco nel battistero lateranense a Roma, condotto su cartone del Sacchi, una pala d'altare dipinta per Taddeo Barberini e destinata a Monterotondo, anch'essa di gusto sacchiano, e una pala a Camerano, con richiami a Tiziano, conosciuto direttamente dalle opere che l'artista veneto aveva lasciato ad Ancona, e alla coeva pittura bolognese, specialmente quella dell'Albani.

### Il soggiorno ad Ancona
Nonostante i primi successi, nel 1647 il Maratti lascia Roma e si stabilisce per due anni ad Ancona; probabilmente la decisione fu dettata dalla volontà di rendersi più indipendente dal maestro e dal fratello Bernabeo anch'egli pittore. Il soggiorno anconitano segnò una svolta nella sua arte, che gli diede sicurezza e gli offrì la possibilità di meditare sulle opere di Tiziano e del Guercino presenti in città. Di Tiziano ammirò specialmente l'Apparizione della Vergine di San Francesco ad Alto, come mostra la sua successiva produzione.

### Il ritorno a Roma
Dopo il ritorno nella città eterna, il Maratti nel 1650 dipinse la pala che segna l'inizio della sua maturità artistica e che è la prima prestigiosa opera romana: si tratta della Natività (o Adorazione dei pastori) per la chiesa di San Giuseppe dei Falegnami, in cui dimostrò la possibilità di fondere armonicamente tutte le esperienze più vive della pittura romana del suo tempo, sia nella composizione, sia nella gamma cromatica. Il soggiorno anconitano lo aveva rafforzato e gli aveva permesso di mettere a fuoco la sua idea di pittura.
Dopo la Natività, il Maratti divenne il principale punto di riferimento nel contrasto ogni ora più aperto tra un classicismo sempre risorgente e un barocco sempre più scenografico e fantasioso, come quello di Andrea Pozzo nel celebre soffitto di San'Ignazio. Questo contrasto aveva necessità di una mediazione, e il Maratti era in grado di svolgerla; le sue opere divennero famose e i collezionisti stranieri si disputavano i suoi disegni, ancora oggi conservati a Firenze, Roma, Vienna, Copenaghen. Ebbe come allievi il fiammingo Sebastiaen van Aken e Pietro da Pietri.
Nel periodo 1653-1655, il dipinto dedicato a Santa Rosalia, in Palazzo Corsini, a Firenze, mostra un accostamento al Lanfranco, che diventa molto più evidente nel quadro con Sant'Agostino per Santa Maria dei Sette Dolori.

### Gli anni delle commissioni prestigiose
La fama del pittore si accrebbe dopo la salita al soglio pontificio di papa Alessandro VII, della famiglia Chigi (1655), tanto da diventare il massimo pittore di Roma della seconda metà del Seicento, principe degli accademici di San Luca. Come direttore dell'Accademia, promosse lo studio dell'arte dell'antichità classica, attraverso la pratica del disegno. Alessandro VII, essendo senese, gli commissionò due dipinti per la cappella Chigi del Duomo di Siena. A Roma lasciò nella chiesa di Sant'Isidoro a Capo le Case un intero ciclo pittorico: gli oli Immacolata Concezione, Sposalizio della Vergine Transito di s. Giuseppe, Fuga in Egitto, le due lunette ad affresco Sogno di s. Giuseppe e Adorazione dei pastori e infine l'affresco della cupola con la Gloria di s. Giuseppe con angeli e santi; a Sant'Isidoro il giovane Maratta mise in luce le proprie superiori capacità tecniche ed espressive e le fonti testimoniano la grande risonanza suscitata dalle opere che vi lasciò. Fu proprio in questa occasione che ebbe origine il legame tra il pittore e Giovan Pietro Bellori.
I dipinti di Sant'Isidoro e la Visitazione di Santa Maria della Pace sono le opere che segnano la piena maturità artistica del Maratta.
Iniziò così un periodo di prestigiose commissioni romane: le grandi pale per Santa Croce in Gerusalemme (S. Bernardo sottomette l'antipapa Vittore IV a Innocenzo II), per la basilica di Santa Maria del Popolo (Madonna Immacolata tra i ss. Giovanni Evangelista, Gregorio, Giovanni Crisostomo e Agostino), Villa Albani (Morte della Vergine), Sant'Andrea al Quirinale (Apparizione della Madonna col Bambino a s. Stanislao Kotska), San Carlo al Corso (Gloria dei ss. Ambrogio e Carlo), Santa Maria degli Angeli (Battesimo di Cristo) e i monocromi eseguiti nella Stanza di Eliodoro in Vaticano; queste opere attestano come, attorno al 1670, fosse ormai considerato uno dei primi pittori in Italia.

### Secondo soggiorno nelle Marche
L'artista tornò nelle Marche nel 1672, nel periodo di massimo splendore della sua arte. Tra i capolavori di questo periodo si deve ricordare la pala che dipinse per la chiesa di San Nicola di Ancona (Madonna col Bambino in gloria e santi), del 1672, quasi un omaggio all'Apparizione della Vergine del Tiziano, di cui il Maratta dà un'interpretazione barocca. A Urbino fu artefice della decorazione ad affresco della cupola del duomo, opera di Francesco di Giorgio Martini; il soggetto scelto fu La caduta di Lucifero. Questi affreschi costituiscono una novità nel campo delle decorazioni scenografiche, assai diverse da quelle tipicamente barocche, ad esempio di Pietro da Cortona; esse sono volte invece a un'interpretazione aulica del tema a questo proposito si segnala le due superbe pala d'altare commissionata dalla potente famiglia dei Conti Antonelli Castracane di Senigallia 1693 " Santa Timotea si rifiuta di adorare gli idoli pagani",  di cui il Maestro dà un'altra sua interpretazione dell'affresco parietale di Pietro da Cortana nella Chiesa d Santa Bibiana a Roma, e "L'estasi di San Francesco" del 1705, sono invece affini a quelle coeve, in Francia, di Charles Le Brun. Purtroppo il terremoto del 1789 fece crollare la cupola e questo capolavoro di Maratti non è più visibile; per averne un'idea si possono osservare le grandi decorazioni romane di Palazzo Altieri e di San Pietro in Vaticano che hanno la stessa ispirazione del duomo di Urbino.

### Gli ultimi anni
Molto interessante fu anche la sua opera di restauratore di opere pittoriche: gli affreschi di Raffaello della Villa Farnesina e, nel 1702, delle Stanze Vaticane, oltre a quelli della Galleria di Annibale Carracci a Palazzo Farnese e Loggia di Psiche nella Villa Farnesina.
Negli ultimi anni Maratta si era ritirato a vivere a Genzano di Roma, in un palazzetto rococò di cui era stato anche architetto; si era trasferito là insieme alla figlia Faustina, cui era teneramente legato e della quale ci restano le sembianze nel bel Ritratto, detto anche Allegoria della Pittura, conservato nella Galleria nazionale d'arte antica di Palazzo Corsini, a Roma. Ella era una apprezzata poetessa e fu celebrata anche dallo scienziato e poeta Eustachio Manfredi come donna bella e colta; purtroppo ebbe a patire molte sofferenze, essendole morto il figlio in tenera età ed essendo rimasta precocemente vedova. Per di più, nel 1703, fece scalpore l'aggressione e il suo tentato rapimento, ad opera del signore di Genzano, Giangiorgio Sforza Cesarini, suo innamorato respinto. Ciò portò il pittore a lasciare la cittadina sui Colli Albani per stabilirsi definitivamente a Roma, dove morì nel 1713. È seppellito nella Basilica di Santa Maria degli Angeli in Roma, dove fu costruito un monumento funebre in suo onore.
Il legame con la terra natale è testimoniato dal testamento, in cui il pittore dispose la traslazione delle spoglie di Santa Faustina martire dalle catacombe romane a Camerano. Per accogliere le spoglie della martire il Maratta promosse la nuova sistemazione della chiesa di San Nicola, la sua nuova intitolazione alla santa e il trasferimento nell'altare maggiore della sua pala d'altare San Nicola. Carlo intendeva in tal modo esprimere la propria riconoscenza nei confronti del paese natale e ricordarvi l'amata figlia Faustina.
Morì nel 1713 e venne tumulato, a Roma, presso la Basilica di Santa Maria degli Angeli e dei Martiri. La sua sepoltura è stata recentemente studiata, con analisi della forma e dello stile, che paiono echeggiare già le caratteristiche del Settecento maturo, e con anche un'analisi dell'epitaffio funebre e delle circostanze dell'investitura al cavalierato, che determinarono l'origine del monumento.

## L'attività di ritrattista
Fu un grande ritrattista, attento alle raffinatezze del colore: sono da ricordare il ritratto del Papa Clemente IX alla Pinacoteca Vaticana, il ritratto del nipote di Clemente IX, Pietro Banchieri Rospigliosi, il ritratto del cardinale Alderano Cybo a Marsiglia (1687), il ritratto di Andrea Sacchi al Museo del Prado, il ritratto al cardinale Antonio Barberini, a Palazzo Barberini in Roma, il ritratto alla figlia Faustina alla Galleria Corsini di Roma, un Autoritratto al Musées Royaux des Beaux-Arts di Bruxelles, al Conte Spencer a Northampton (Inghilterra). In quest'ultimo paese godette di grande rinomanza e fu ammirato da Sir Robert Walpole, che fu collezionista delle opere del Maratta.

## Fortuna critica
La pittura del Maratti fu celebrata da Giovan Pietro Bellori che ne elogiava la grazia e la purezza di composizione, ritenendolo l'unico artista vivente degno di comparire nelle sue Vite de' pittori, scultori e architecti moderni, del 1672. Il Mengs disse di lui: ei sostenne la pittura in Roma che non precipitasse come altrove. Successivamente, nel periodo neoclassico si alternarono giudizi severi e lodi, ma nel complesso la sua arte fu assai criticata. Nel Novecento l'arte del Maratti fu riscoperta e il pittore è oggi ritenuto una figura cardine dell'arte tra Sei e Settecento.

## Opere principali

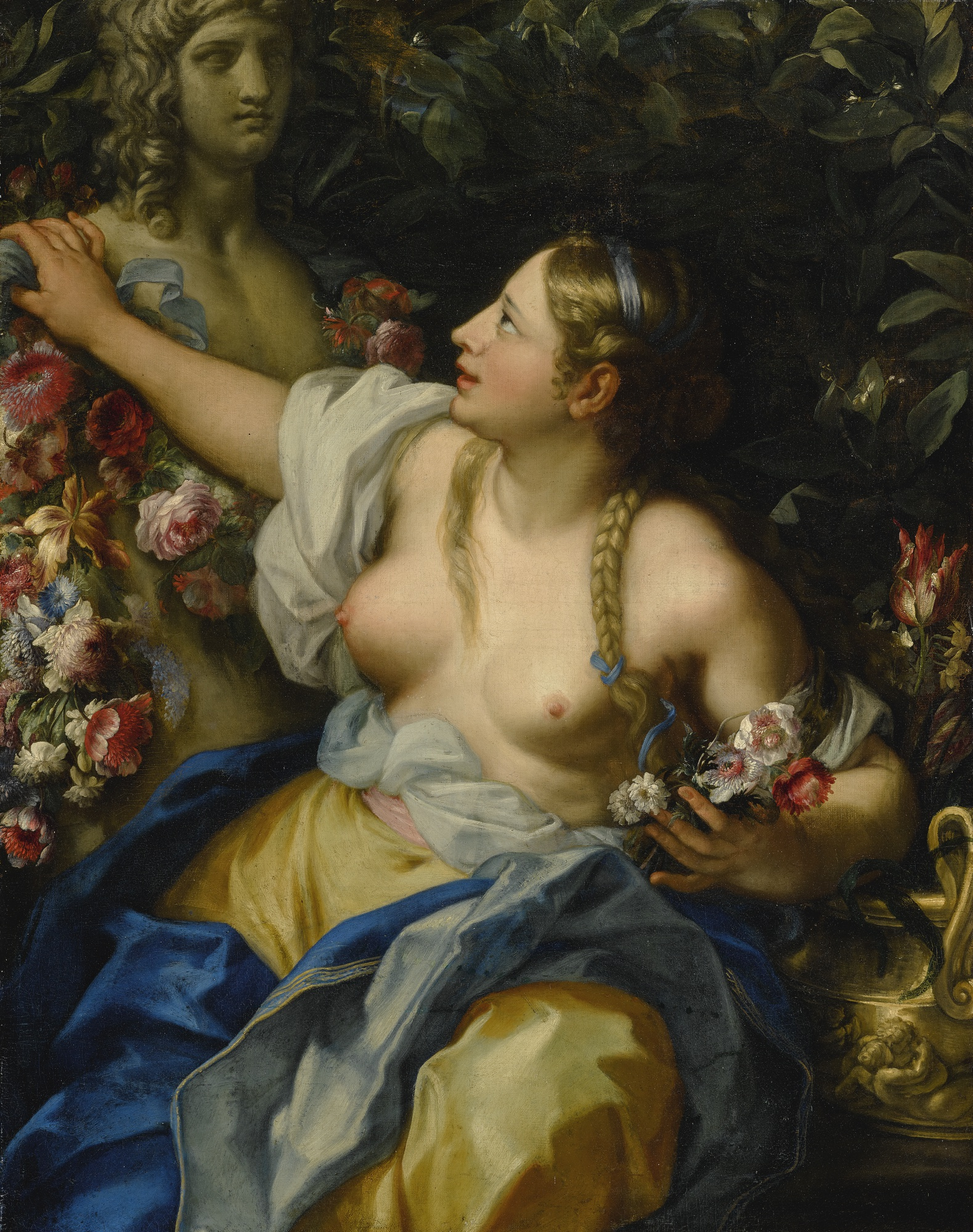
Flora, fiori di Karel de Vogelaer

- Ancona, Pinacoteca "Francesco Podesti": Madonna col Bambino e i santi Ambrogio, Francesco di Sales e Nicola.
- Amsterdam, Rijkmuseum: San Giovanni Evangelista a Patmos.
- Ascoli Piceno, Pinacoteca civica: Ritratto di Giovanna Garzoni, La Vergine e il Bambino appaiono a santa Francesca Romana
- Berlino, Musei statali: Ritratto di Camerano, 1663.
- Boston, Museum of Fine Arts: Flagellazione di Cristo.
- Bruxelles, Museo reale delle belle arti del Belgio: Apollo e Dafne, 1681.
- Cambridge, Fitzwilliam Museum: Cardinale Giacomo Rospigliosi.
- Camerano
  - chiesa parrocchiale: Madonna col Bambino ed i santi Domenico, Agostino e la madre Monica.
  - ex chiesa di San Francesco: Flora con un'erma di Apollo (attribuita).[14]
- Colonna (Roma), Chiesa di San Nicola di Bari: Santissimo Salvatore
- Firenze
  - Uffizi, Autoritratto, olio su rame;
  - Palazzo Pitti: La Vergine appare a san Filippo Neri, olio su tela.
- Forlì, Pinacoteca civica: La Vergine col Bambino e san Francesco di Sales, San Pietro
- Genova
  - Santa Maria Assunta in Carignano: Martirio di san Biagio, 1680.
  - Museo di Palazzo Rosso, Riposo nella Fuga in Egitto, 1680;
- Glasgow, Kelvingrove Art Gallery and Museum: Cristo e la samaritana, 1649.
- Greenville (Carolina del Sud), Bob Jones University: Martirio di sant'Andrea.
- Helsinki, Museo nazionale della Finlandia: Madonna col Bambino.
- Indianapolis, Institute of Art: Rebecca ed Eliezer al pozzo, 1655-1657.
- Lilla, Palais des Beaux-Arts : Augusto chiude le porte del tempio di Giano, 1655.
- Londra, National Gallery: Paesaggio con gli amori di Enea e Didone.
- Lovere, Accademia Tadini: Battesimo di Cristo.
- Macerata, Palazzo Buonaccorsi, Autoritratto.
- Madrid
  - Museo del Prado: Il pittore Andrea Sacchi
  - Museo Thyssen-Bornemisza: San Marco.
- Marino, Basilica collegiata di San Barnaba: "Addolorata".
- Montserrat, Monastero, abbazia: Adorazione dei pastori.
- Napoli, Certosa di San Martino: Il Battesimo di Cristo (1710); Museo Nazionale di Capodimonte: San Pietro penitente (1670 circa).
- Palermo
  - 1695, Oratorio del Rosario di Santa Cita, Madonna del Rosario,[15][16]
  - XVII secolo, Madonna, dipinto documentato nella raccolta di Antonio Lucchesi-Palli della galleria di Palazzo Campofranco.[17]

- Parigi, Louvre: Amorini con ghirlande di fiori; Madonna col Bambino e angeli musicanti; Ritratto di Maria Maddalena Rospigliosi.
- Pau, Musée des Beaux-Arts: Predicazione di san Giovanni Battista
- Roma
  - Basilica di San Marco, Battistero: affreschi.
  - Collezione M (Collezione privata), Visitazione al Sepolcro con la Vergine e le tre Marie. Olio su tela. 86 x 71,5 cm. Eseguita fra il 1700 e 1705 circa.
  - Basilica dei Santi Ambrogio e Carlo al Corso: Gloria dei santi Ambrogio e Carlo.
  - Basilica di Santa Croce in Gerusalemme: San Bernardino umilia l'antipapa Vittore IV di fronte a Innocenzo II.
  - Basilica di Santa Maria degli Angeli, disegno della Cappella di san Brunone.
  - Basilica di Santa Maria in Trastevere, Cappella del Coro d'Inverno: Fuga in Egitto.
  - Basilica di San Pietro in Vaticano, disegno per il monumento di Innocenzo XI.
  - Battistero lateranense, tamburo: Distruzione degli idoli.
  - Chiesa dei Santi Luca e Martina: Ritratto di Mattia De Rossi.
  - Chiesa del Gesù: Morte di san Francesco Saverio.
  - Chiesa di San Giuseppe dei Falegnami: Natività.
  - Basilica di San Sebastiano fuori le mura, disegno della Cappella Albani.
  - Museo Nazionale di Palazzo Venezia, Cleopatra
  - Chiesa di Sant'Andrea al Quirinale: Madonna col Bambino e san Stanislao Kostka.
  - Chiesa di Sant'Isidoro a Capo le Case, Cappella Alaleone: affreschi con Storie di san Giuseppe; Cappella De Sylva: Immacolata Concezione.
  - Basilica di Santa Francesca Romana: Natività.
  - Chiesa di Santa Maria dei Sette Dolori: Sant'Agostino.
  - Basilica di Santa Maria in Montesanto: Vergine col Bambino e i santi Francesco e Giacomo Maggiore.
  - Basilica di Santa Maria del Popolo, Cappella Cybo: Immacolata Concezione e santi, 1689.
  - Santa Maria della Pace: Visitazione.
  - Chiesa di Santa Maria in Transpontina, Oratorio della Dottrina Cristiana: Glorificazione di sant'Alberto.
  - Chiesa Nuova: Madonna col Bambino in trono con angeli e santi, 1680-1690; Madonna col Bambino e i santi Carlo Borromeo e Ignazio di Loyola.
  - Basilica di Santa Maria sopra Minerva: San Pietro presenta alla Vergine cinque beati.
  - Ospedale di Santo Spirito in Sassia, vestibolo della Corsia Sistrina: pala sull'altare san Giobbe.
  - Galleria Corsini: Madonna col Bambino; San Giovannino ed angeli; Trinità; Martirio di sant'Andrea; Rebecca alla fonte; Fuga in Egitto; Ritratto della figlia Faustina.
  - Galleria dell'Accademia di San Luca: Giaele e Sisara.
  - Galleria Pallavicini: Madonna della Neve; Il cardinale Giacomo Rospigliosi.
  - Museo di Roma: San Giacomo Minore.
  - Museo Nazionale di Palazzo Venezia: Cleopatra.
  - Palazzo Altieri, volta del salone: Trionfo della Clemenza.
  - Città del Vaticano, Pinacoteca vaticana: Ritratto del papa Clemente IX.
- San Pietroburgo, Ermitage: La Vergine insegna Gesù Bambino a leggere; Madonna col Bambino e san Giovannino; Ritratto di Clemente IX; Adorazione dei pastori.
- Senigallia - Brugnetto, Palazzo Antonelli Castracani Augusti Santa Timotea ripudia gli idoli pagani,
- Siena, Cattedrale, Cappella della Madonna del Voto, Visitazione di Maria ad Elisabetta.
- Torino Chiesa di San Filippo Neri, pala d'altare: La Vergine, il beato Amedeo, santa Caterina, sant'Eusebio, san Giovanni Battista.
- Urbino, Cattedrale, Cappella della Concezione, Assunzione della Vergine;
- Vienna, Kunsthistorisches Museum: Madonna col Bambino, olio su tela; Morte di san Giuseppe, 1676; Madonna col Bambino e san Giovannino; Immacolata Concezione; Cristo flagellato alla colonna; Fuga in Egitto; La morte di san Giuseppe; Esequie di san Giuseppe.
- Viterbo, Cattedrale di San Lorenzo, San Lorenzo e poveri
- Venosa, Chiesa di San Filippo Neri: San Filippo Neri intercede per le anime purganti.

- Sassari, Cattedrale di San Nicola, Martirio dei santi Cosma e Damiano.

## Galleria di opere

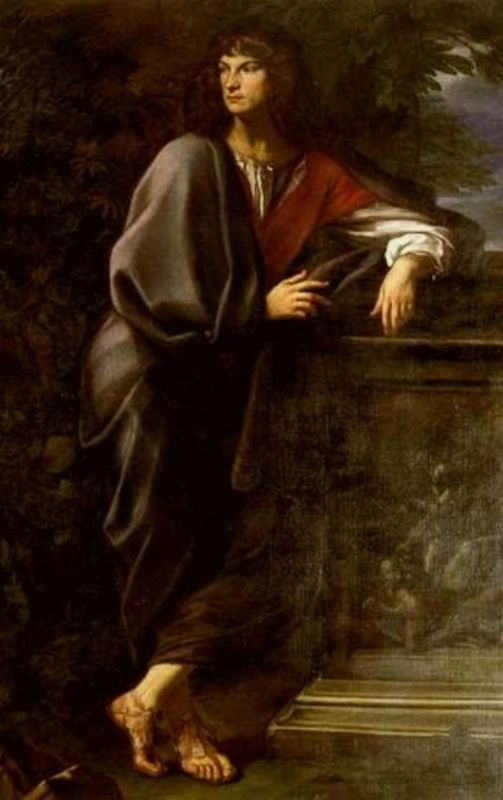
Ritratto del Conte Spencer a Northampton
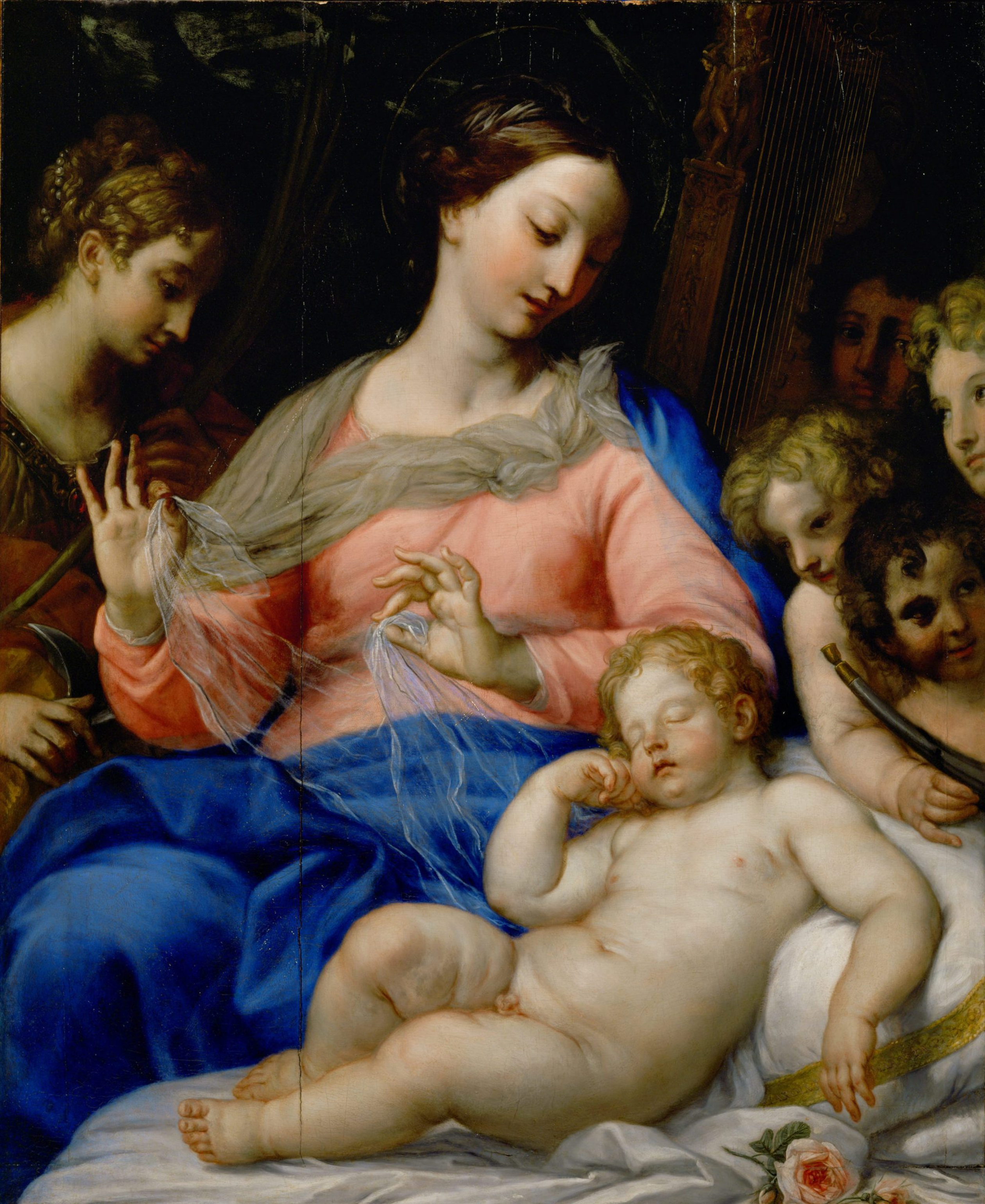
Bambino Gesù dormiente e angeli musicanti (Museo del Louvre, Parigi)
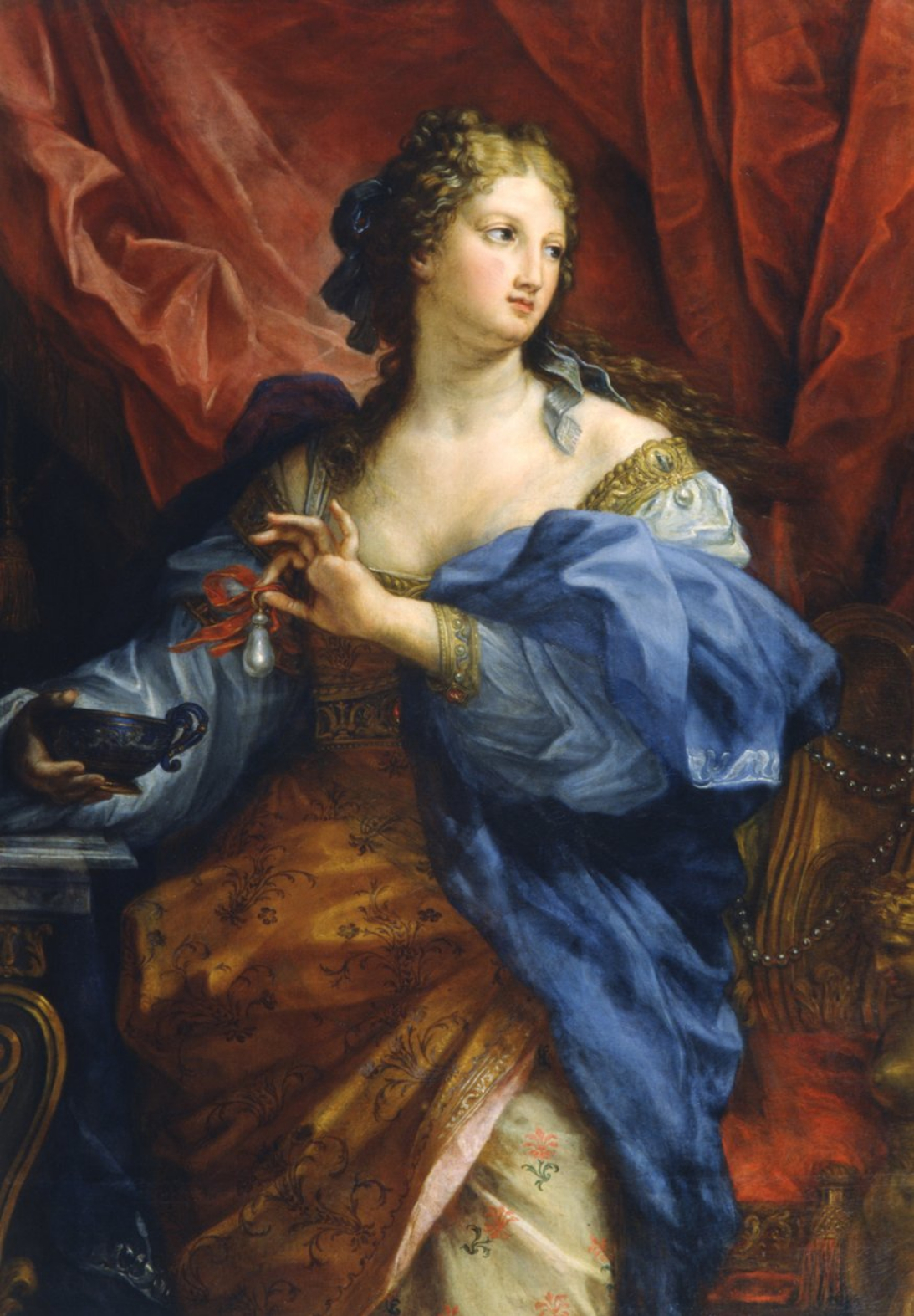
Cleopatra scioglie una perla in una coppa di vino, (Museo nazionale del Palazzo di Venezia)
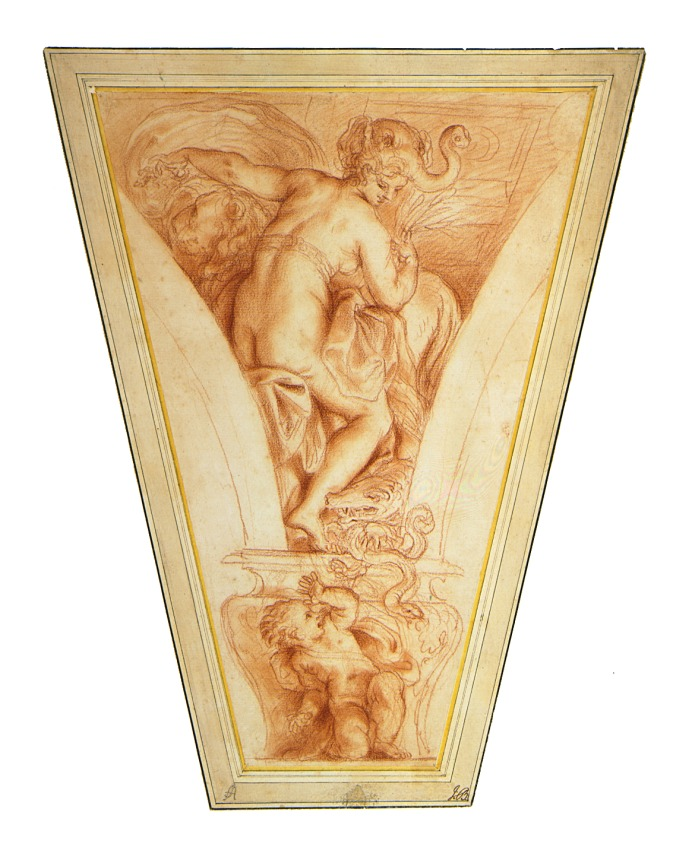
Studio per una figura allegorica (County Museum of Art, Los Angeles)
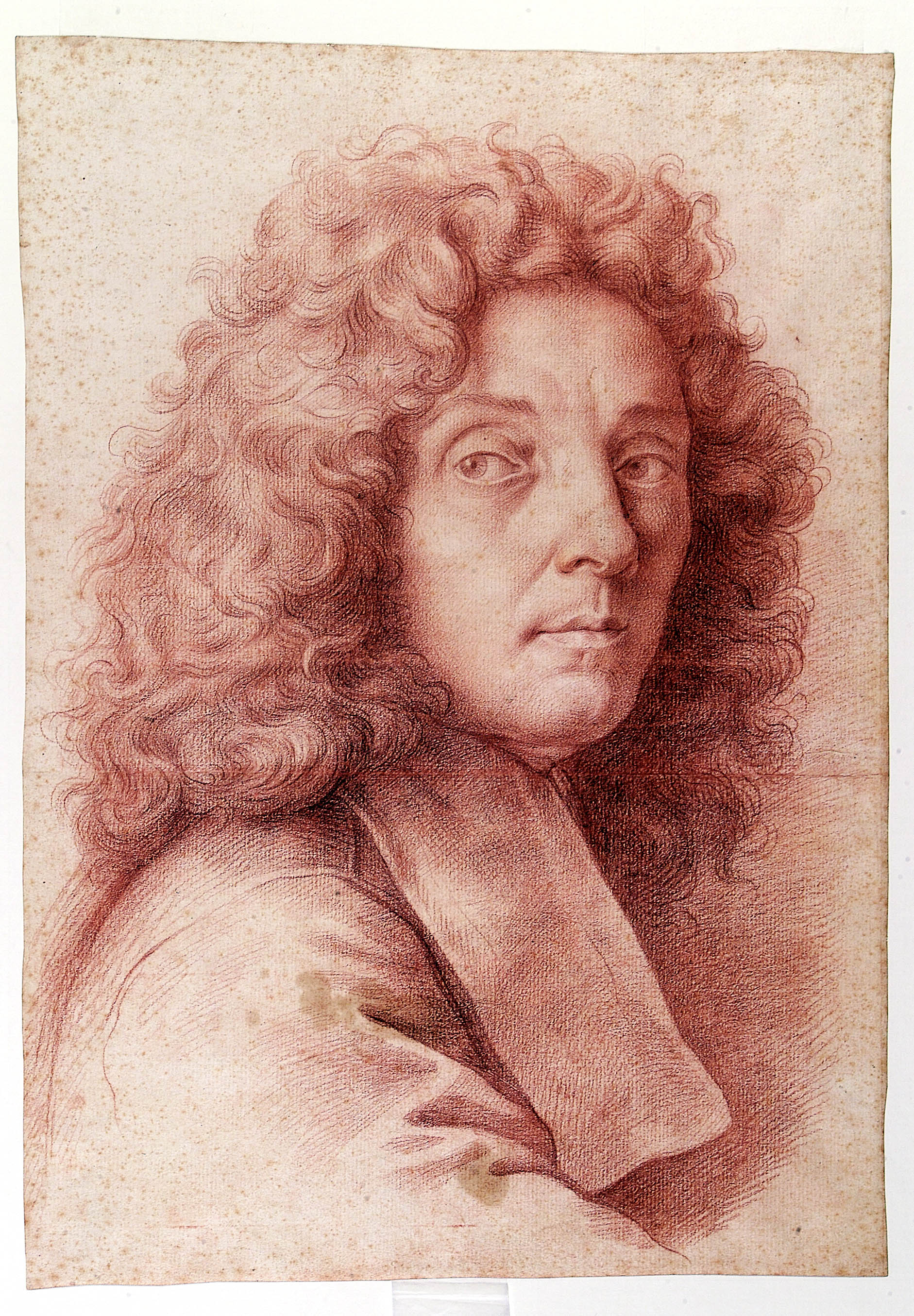
Autoritratto, (Istituto Nazionale per la Grafica, Roma)
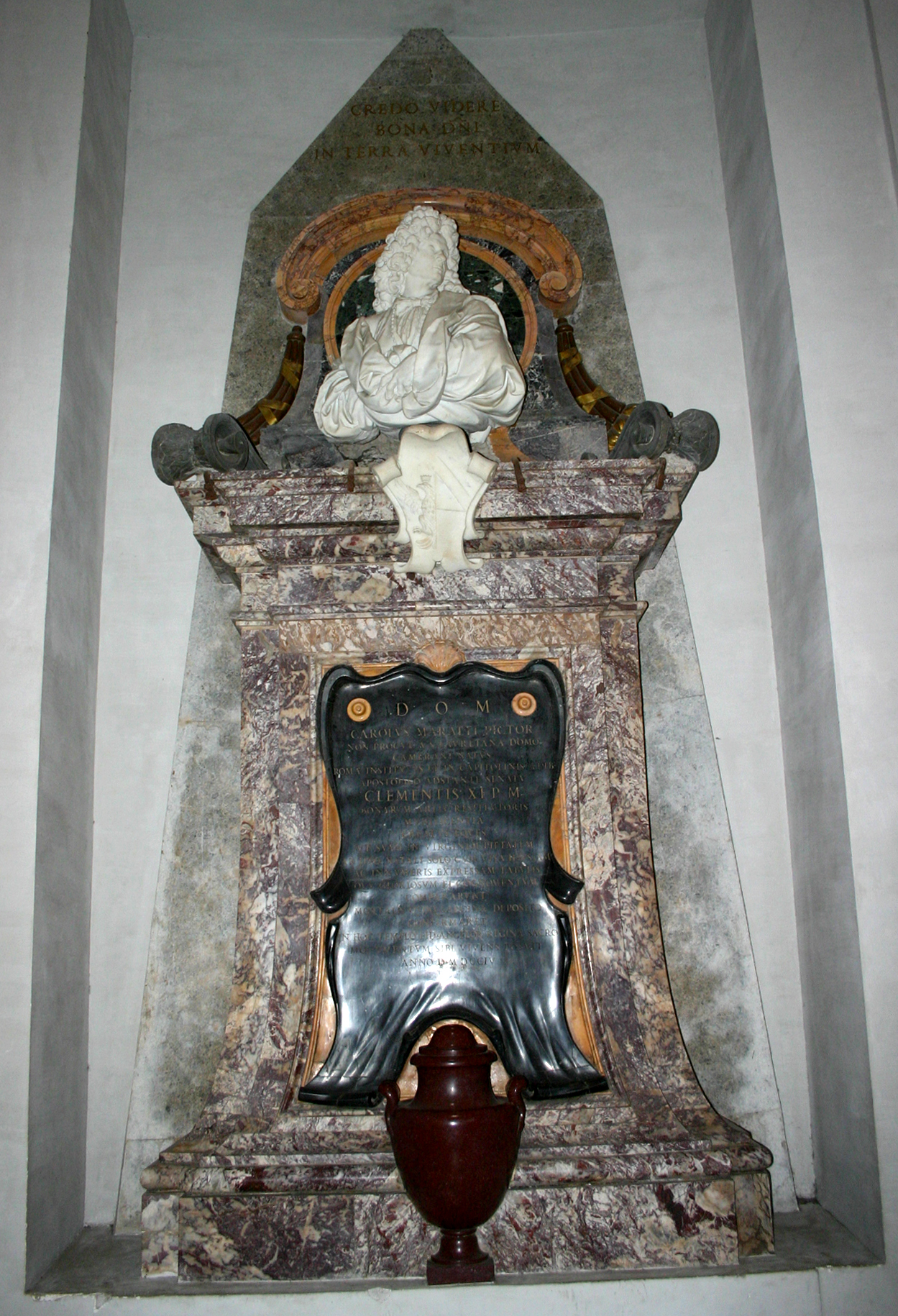
Tomba di Maratta a Santa Maria degli Angeli, Roma.

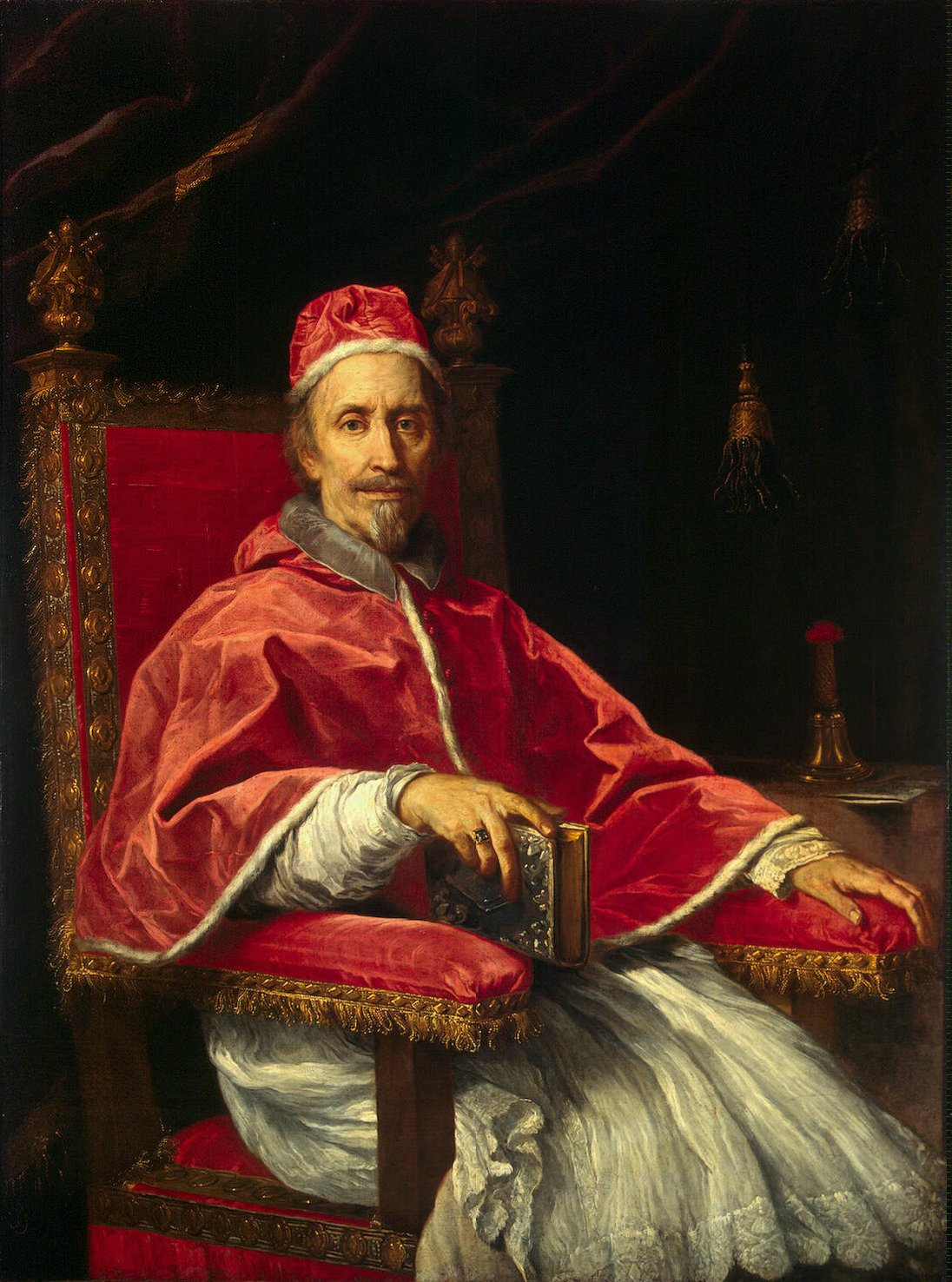
Ritratto di papa Clemente IX (Pinacoteca Vaticana)
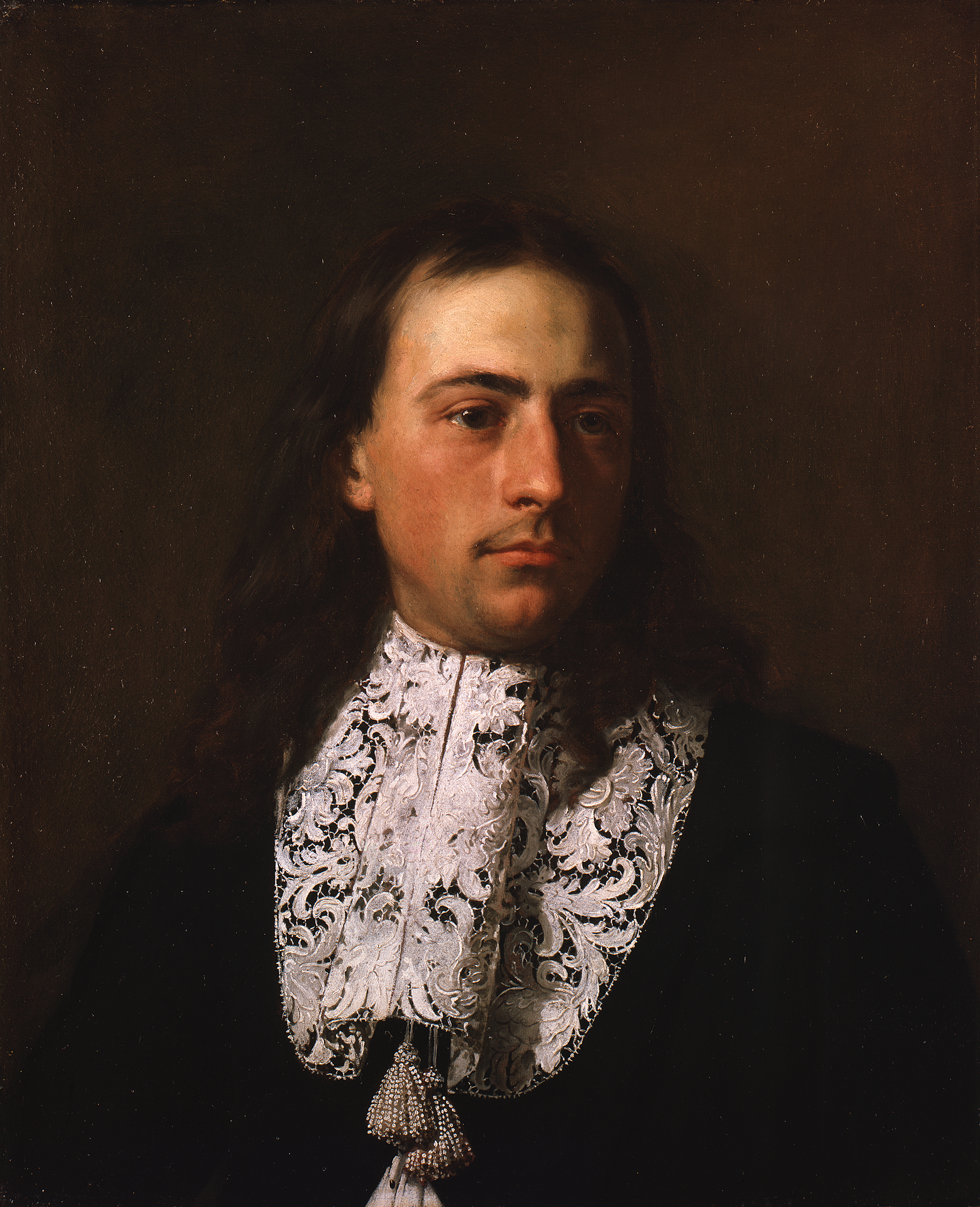
Ritratto di giovane uomo, Gemäldegalerie (Berlino)
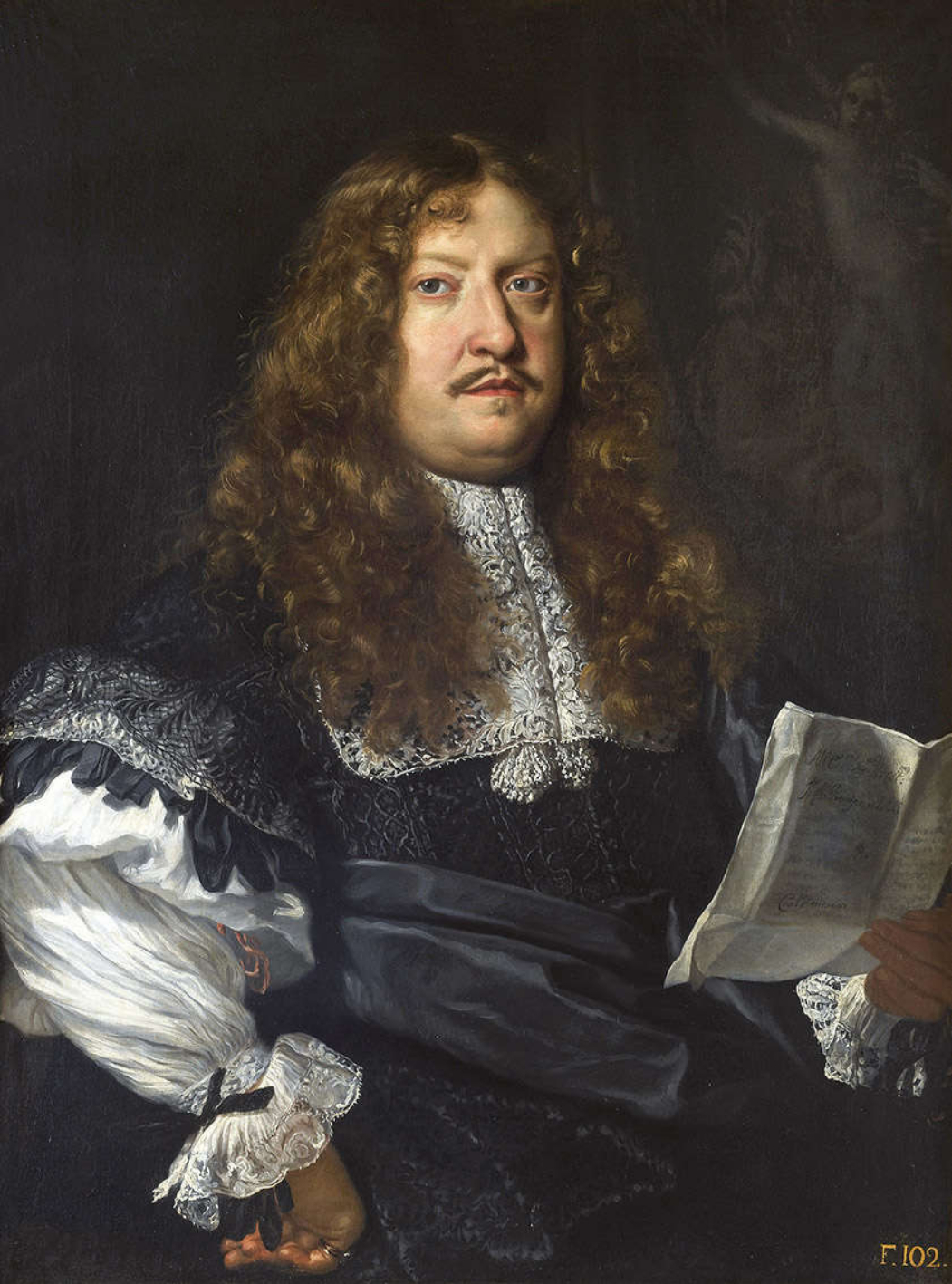
Ritratto di Maffeo Barberini
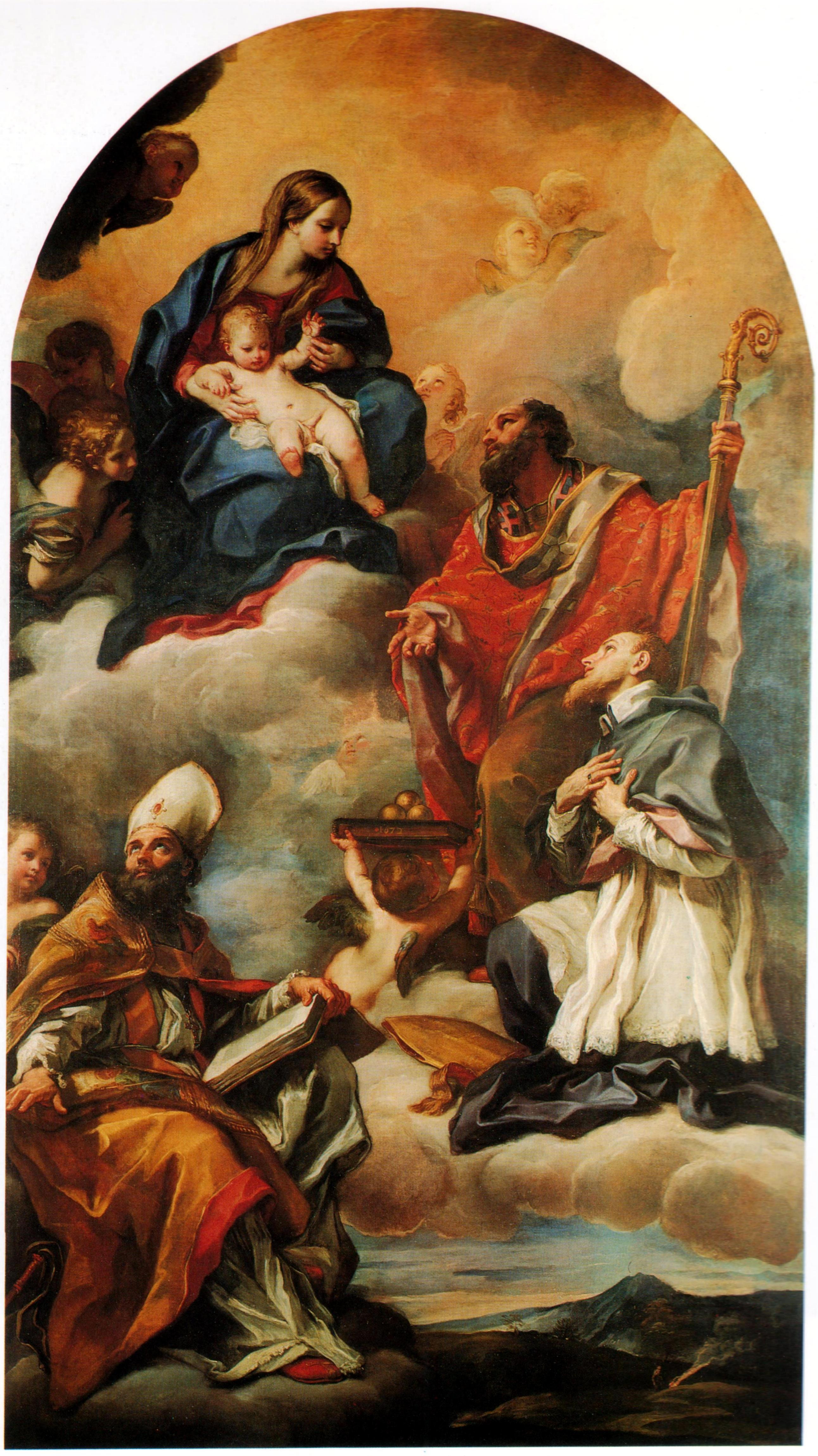
La vergine con Bambino e i santi Ambrogio, Francesco di Sales e Nicola (Pinacoteca Podesti, Ancona)
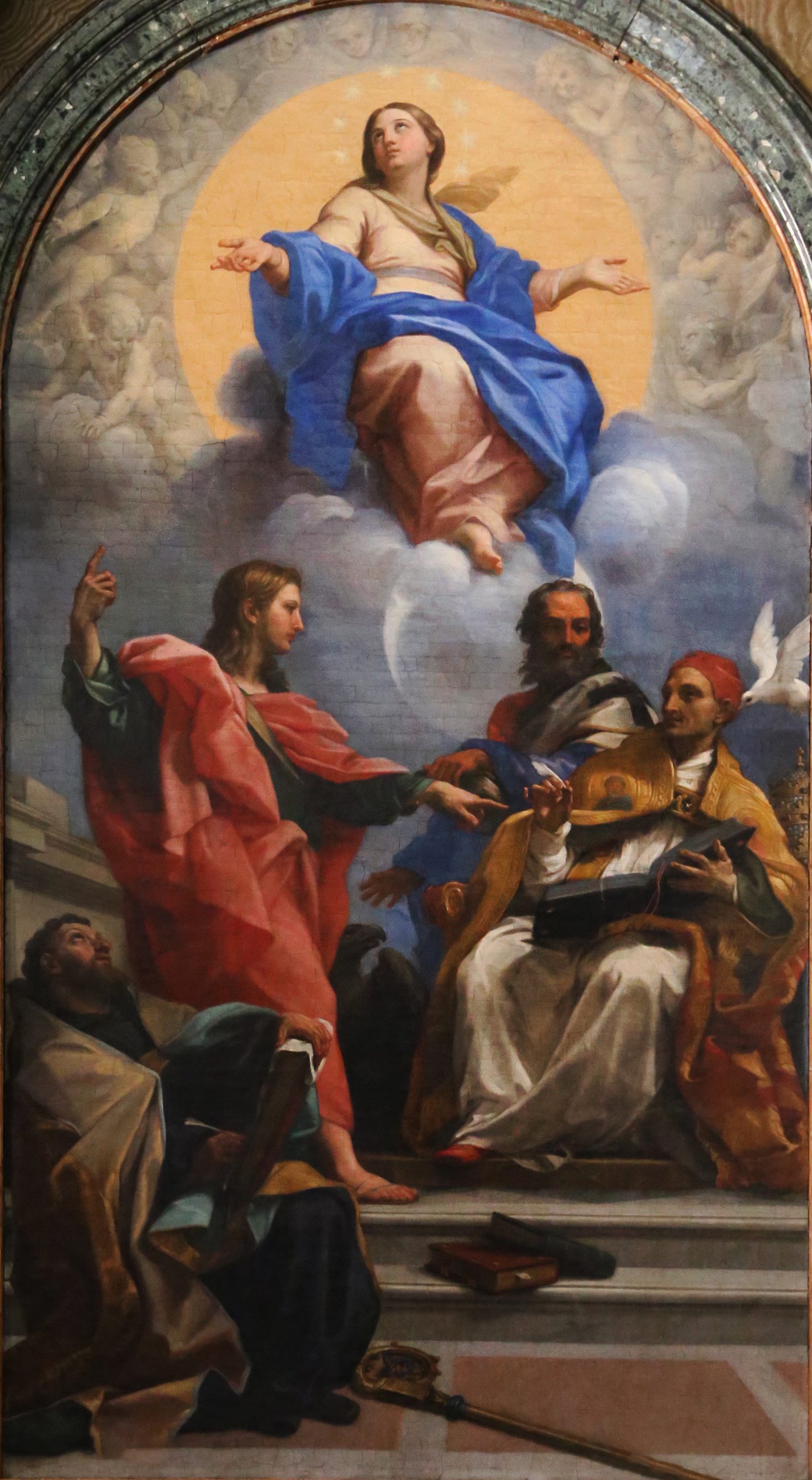
Immacolata e santi (Santa Maria del Popolo, Roma)
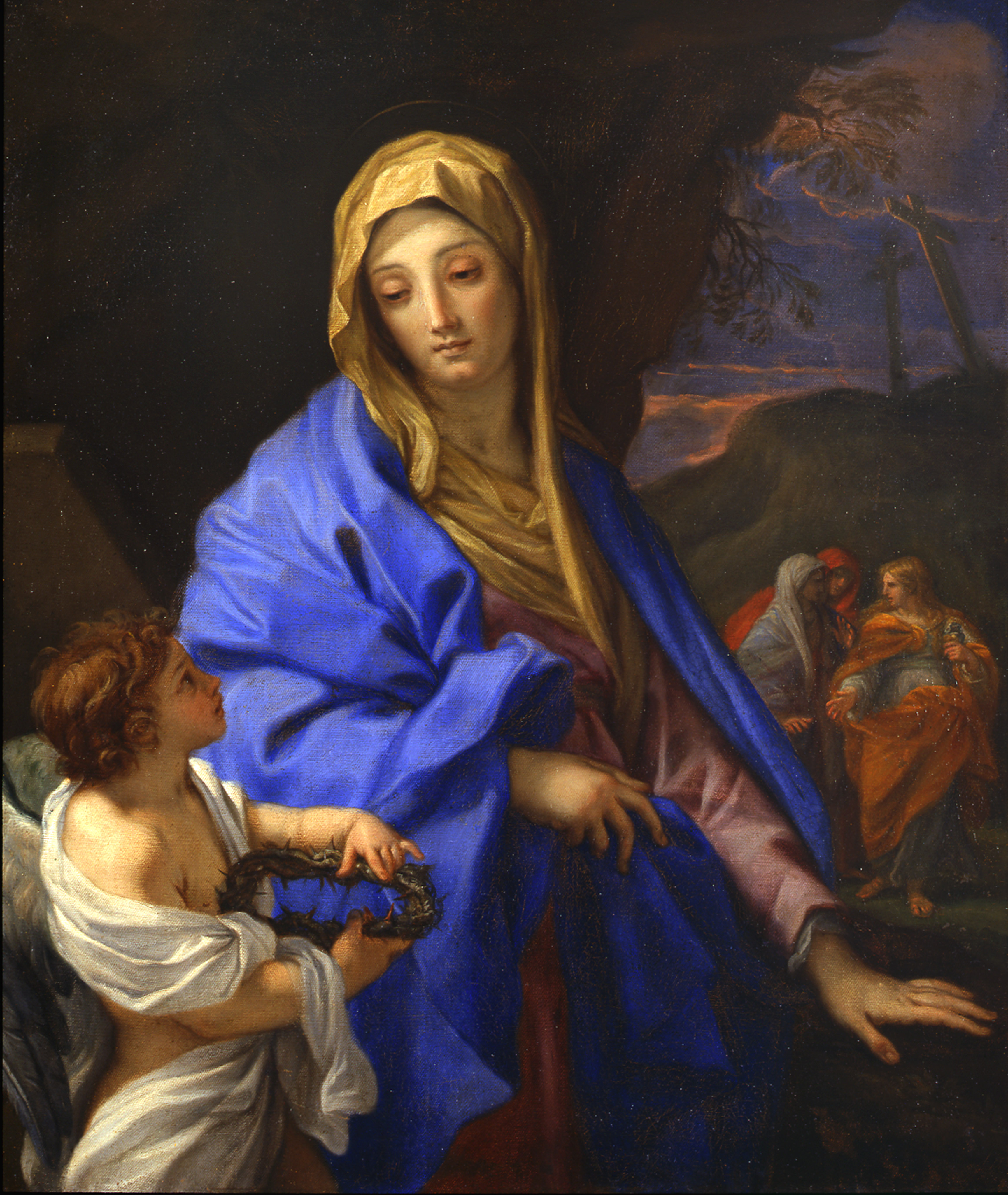
Visitazione al Sepolcro con la Vergine e le tre Marie. Collezione Mainetti (Roma)